# Johansen (Familienname)
Johansen ist ein Familienname.

## Herkunft und Bedeutung
Der Name ist patronymisch gebildet und bedeutet Sohn des Johan.

## Varianten
Varianten sind Johannsen, Johansson, Johanson, Johannson, Jóhannsson und Johannessen.

## Namensträger

### A
- Aage Gitz-Johansen (1897–1977), dänischer Maler und Illustrator
- Adam Johansen (Kameramann), dänischer Kameramann
- Adam Johansen (Maskenbildner), australischer Maskenbildner
- Alf Johansen (* 1944), dänischer Radrennfahrer
- Allan Johansen (* 1971), dänischer Radrennfahrer
- Anatol Johansen (1935–2013), deutscher Journalist
- Andrass Johansen (* 2001), färöischer Fußballspieler
- Anne With Johansen (* 2004), dänische Handballspielerin
- Arne Johansen († 2013), norwegischer Eisschnellläufer
- Arnstein Johansen († 2013), norwegischer Musiker
- Ati Gropius Johansen (1926–2014), deutsche Illustratorin und Lehrerin
- August E. Johansen (1905–1995), US-amerikanischer Politiker

### B
- Baber Johansen (* ~1937), deutscher Islamwissenschaftler und Soziologe
- Bård Tufte Johansen (* 1969), norwegischer Komiker, Drehbuchautor und Moderator
- Bjørn Johansen (Musiker) (1940–2002),  norwegischer Saxophonist und Flötist
- Bjørn Johansen (Radsportler) (* 1938), norwegischer Radrennfahrer
- Bjørn Johansen (Eishockeyspieler) (* 1944), norwegischer Eishockeyspieler
- Bjørn Johansen (Fußballspieler) (* 1969), norwegischer Fußballspieler
- Bonnie Johansen-Werner (* 1952), US-amerikanische Komponistin und Musikpädagogin
- Britt Synnøve Johansen (* 1970), norwegische Sängerin

### C
- Casper Johansen (* 1988), dänischer Fußballspieler
- Cecilie Johansen (* 2000), dänische Fußballspielerin
- Christina Johansen (* 1992), dänische Ruderin

### D
- Dan Anton Johansen (* 1979), dänischer Fußballspieler
- Daniel Johansen (Leichtathlet) (1885–1967), norwegischer Speerwerfer
- Daniel Johansen (Fußballspieler) (* 1998), färöischer Fußballspieler
- Darryl Johansen (* 1959), australischer Schachgroßmeister
- David Johansen (1950–2025), US-amerikanischer Sänger, Songwriter und Schauspieler
- David Monrad Johansen (1888–1974), norwegischer Komponist und Musikkritiker

### E
- Egil Johansen (Jazzmusiker) (1934–1998), norwegischer Jazzmusiker
- Egil Johansen (Orientierungsläufer) (* 1954), norwegischer Orientierungsläufer
- Egil Borgen Johansen (1934–1993), norwegischer Bogenschütze
- Eigil Vilhelm Boas Johansen († 2010), dänischer Schachkomponist
- Einer Johansen (1893–1965), dänischer Maler
- Elisabeth Johansen (1907–1993), grönländische Politikerin
- Erna Maria Johansen (1911–1986), deutsche sozialistische Pädagogin
- Eugen Johansen (1892–1973), norwegischer Reiter
- Even Johansen (* 1970), norwegischer Singer-Songwriter, bekannt als Magnet

### F
- Frédéric Johansen (1972–1992), französischer Fußballspieler
- Fredrik Hjalmar Johansen (1867–1913), norwegischer Polarforscher

### G
- Gisle Johansen (* um 1970), norwegischer Jazzmusiker
- Gotfred Johansen (1895–1978), dänischer Boxer
- Gry Johansen (* 1964), dänische Popsängerin

### H
- Håkon Mjåset Johansen (* 1975), norwegischer Jazzmusiker
- Hanna Johansen (eigentlich Hanna Margarete Muschg, 1939–2023), Schweizer Schriftstellerin
- Hans Johansen (* 1928), grönländischer Richter und Landesrat
- Hans Christian Johansen (1897–1973), dänischer Ornithologe
- Heidi Johansen (* 1983), dänische Fußballspielerin
- Heidi Johansen-Berg (* 1974), britische Neurologin und Hochschullehrerin
- Hendrik Johansen (1889–1948), dänischer Turner
- Henry Johansen (1904–1988), norwegischer Fußballspieler
- Hjalmar Johansen (1867–1913), norwegischer Polarforscher, siehe Fredrik Hjalmar Johansen
- Hjalmar Johansen (Turner) (1892–1979), dänischer Turner
- Holger Friis Johansen (1927–1996), dänischer Klassischer Philologe

### I
- Ingeborg Johansen (1896–1986), dänische Autorin
- Inghill Johansen (* 1958), norwegische Schriftstellerin
- Irene Johansen (* 1961), norwegische Politikerin
- Iris Johansen (* 1938), US-amerikanische Schriftstellerin
- Isha Johansen (* 1965), sierra-leonische Fußballfunktionärin

### J
- Jacob Lerche Johansen (1818–1900), norwegischer Politiker
- Jahn Otto Johansen (1934–2018), norwegischer Journalist und Schriftsteller
- Jan Johansen (Kanute) (* 1944), norwegischer Kanute
- Jan Johansen (Musiker) (Jan Christian Johansen; * 1966), schwedischer Sänger
- Jeanette Johansen (* 1979), dänische Fußballspielerin
- Johan Johansen (Radsportler) (Johan Bernhard Johansen; 1898–1979), norwegischer Radsportler
- Johan Anker Johansen (1894–1986), norwegischer Turner
- Johan Strand Johansen (1903–1970), norwegischer Politiker
- Johannes Johansen (Bürgermeister) (1870–1945), deutscher Politiker, Oberbürgermeister von Krefeld
- Johannes Johansen (Bischof) (1925–2012), dänischer Geistlicher, Bischof von Helsingør
- John Johansen (Leichtathlet) (1883–1947), norwegischer Leichtathlet
- John Christen Johansen (1876–1964), dänisch-amerikanischer Maler
- John M. Johansen (1916–2012), US-amerikanischer Architekt
- Jon Lech Johansen (DVD Jon, * 1983), norwegischer Programm-Entwickler
- Jørgen Johansen (* 1905), grönländischer Landesrat
- Jørgen Wæver Johansen (* 1972), grönländischer Politiker (Siumut)
- Jouni Johansen, finnischer Skispringer
- Julius Johansen (* 1999), dänischer Radrennfahrer

### K
- Kari Mette Johansen (* 1979), norwegische Handballspielerin
- Karsten Friis Johansen (1930–2010), dänischer Klassischer Philologe und Philosophiehistoriker
- Kathrine Thorborg Johansen (* 1989), norwegische Schauspielerin
- Knud Friis Johansen (1887–1971), dänischer Klassischer Archäologe
- Kristian Johansen (Politiker) (1915–1958), grönländischer Politiker, Landesrat
- Kristian Johansen (Leichtathlet) (1916–1975), norwegischer Diskuswerfer

### L
- Lars Johansen (* 1959), dänischer Radrennfahrer
- Lars-Emil Johansen (* 1946), grönländischer Politiker
- Lene Moyell Johansen (* 1968), dänische Juristin und Beamtin, Reichsombudsfrau Dänemarks auf den Färöern
- Line Johansen (* 1989), dänische Fußballspielerin

### M
- Magne Johansen (* 1965), norwegischer Skispringer
- Majk Johansen (1895–1937), ukrainischer Schriftsteller
- Malthe Johansen (* 1996), dänischer Fußballspieler
- Margaret Johansen (* 1923), norwegische Schriftstellerin
- Marte Mæhlum Johansen (* 1997), norwegische Skilangläuferin
- Marthe Kråkstad Johansen (* 1999), norwegische Biathletin
- Mathias Johansen (* 1985), deutscher Cellist
- Mathias Hove Johansen (* 1998), norwegischer Sprinter
- Michael Johansen (* 1972), dänischer Fußballspieler
- Morten Johansen (Eishockeyspieler) (* 1952), norwegischer Eishockeyspieler
- Morten Nordeide Johansen (* 1951), norwegischer Rennrodler
- Morten Ørsal Johansen (* 1964), norwegischer Politiker

### N
- Nanna Johansen (* 1986), dänische Fußballspielerin
- Nicolás Johansen (* 1999), argentinischer Fußballspieler
- Nils-Olav Johansen (* 1966), norwegischer Jazzgitarrist und -sänger

### O
- Oddvør Johansen (* 1941), färöische Schriftstellerin
- Otto Emil Johansen (1886–1934), norwegischer Maler

### P
- Pascal Johansen (* 1979), französischer Fußballspieler
- Paul Johansen (1901–1965), deutsch-estnischer Historiker
- Paul Johansen (Aktuar) (1910–2012), dänischer Aktuar und Manager
- Per Eirik Johansen († 2014), norwegischer Musiker und Musikproduzent
- Per Oddvar Johansen (* 1968), norwegischer Schlagzeuger und Jazzmusiker
- Peter Johansen (* 1980), dänischer Basketballspieler

### R
- Raymond Johansen (* 1961), norwegischer Politiker
- Roar Johansen (* 1935), norwegischer Fußballspieler
- Roger Johansen (* 1972), norwegischer Jazzmusiker
- Rógvi Johansen (* 1964), Radrennfahrer von den Färöer-Inseln
- Roy Johansen (* 1960), norwegischer Eishockeyspieler und -trainer
- Ryan Johansen (* 1992), kanadischer Eishockeyspieler

### S
- Severin Johansen (1941–2005), grönländischer Landesrat
- Sondre Solholm Johansen (* 1995), norwegischer Fußballspieler
- Sigleif Johansen (* 1948), norwegischer Biathlet
- Sigvart Johansen (1881–1964), norwegischer Sportschütze
- Siri Broch Johansen (* 1967), samische Schriftstellerin, Dramatikerin und Sängerin
- Søren Johansen (* 1939), dänischer Statistiker und Wirtschaftswissenschaftler
- Stefan Johansen (* 1991), norwegischer Fußballspieler
- Steinar Johansen (* 1972), norwegischer Eisschnellläufer
- Stig Johansen (* 1972), norwegischer Fußballspieler
- Svend Johansen (Maler) (1890–1970), dänischer Maler
- Svend Johansen (Schauspieler) (1930–2021), dänischer Schauspieler
- Svend Aaquist Johansen (* 1948), dänischer Komponist, Dirigent, Pianist und Computerprogrammierer

### T
- Terje Riis-Johansen (* 1968), norwegischer Politiker
- Thomas Kjeller Johansen (* 1965), dänisch-norwegischer Philosoph und Philosophiehistoriker
- Thorstein Johansen (1888–1963), norwegischer Sportschütze
- Tor Egil Johansen (* 1950), norwegischer Fußballspieler
- Tore Johansen (* 1977), norwegischer Jazzmusiker
- Trevor Johansen (* 1957), kanadischer Eishockeyspieler
- Truls Johansen (* 1989), norwegischer Skirennläufer
- Truls Sønstehagen Johansen (* 1991), norwegischer Nordischer Kombinierer

### U
- Ulla Johansen (1927–2021), deutschsprachige Ethnologin

### V
- Vidar Johansen (* 1953), norwegischer Jazzsaxophonist, -flötist und -bassklarinettist
- Vidar Johansen (Skispringer) (* 1957), norwegischer Skispringer
- Viggo Johansen (1851–1935), dänischer Maler und Zeichner
- Vilde Ingeborg Johansen (* 1994), norwegische Handballspielerin